# Tinure
Tinure (irisch Tigh an Iúir, deutsch: „Haus der Eibe“) ist eine Ortschaft im County Louth im Osten der Republik Irland mit 530 Einwohnern (2022).

## Lage
Tinure liegt etwa zehn Kilometer nordnordwestlich von Drogheda. Östlich der Ortschaft verläuft die M1 von Dublin nach Belfast.

## Sehenswürdigkeiten
- Monasterboice, Klosterruine, die 1,5 Kilometer südlich von Tinure liegt.
- katholische Kirche der Unbefleckten Empfängnis, 1894 erbaut